# أليساندرو فيراري
أليساندرو فيراري (بالإيطالية: Alessandro Ferrari)‏ (30 أغسطس 1930 إيطاليا - 12 يوليو 2006 إيطاليا) هو لاعب كرة قدم إيطالي سابق كان يلعب كلاعب وسط.

## مسيرته

### مسيرته مع الأندية
- 1950 - 1955 لعب مع نادي تارانتو 1927 156 مباراة سجل خلالها 18 هدف.
- 1956 - 1957 لعب مع نادي بياتشينزا 17 مباراة سجل خلالها 5 أهداف.